# Понсон, Эллисон
Эллисон Роксана Понсон (нидерл. Allyson Ponson) — арубская пловчиха. Участница летних Олимпийских игр 2016 года и летних Олимпийских игр 2020 года будучи одной из двух знаменаносцев на церемонии открытия.

## Биография
Эллисон Понсон родилась 4 декабря 1995 года. Понсон училась в Университете прикладных наук Фонтиса в Эйндховене, Нидерланды, а в 2015 году выступал за голландский клуб ПСВ. Ее сестра Габриэль также является международной пловчихой.

## Спортивная карьера
В 2016 году Эллисон приняла участие в летних Олимпийских играх 2016 в Рио-де-Жанейро, Бразилия. Она заняла 45-е место в заплыве на 50 метров вольным стилем.
В 2019 году она представляла Арубу на чемпионате мира по водным видам спорта 2019 года, проходившем в Кванджу, Южная Корея. Она участвовала в заплыве на 50 метров вольным стилем среди женщин и в заплыве на 100 метров вольным стилем среди женщин. В обоих случаях ее результаты не позволили ей пройти в полуфинал.
В 2021 году она участвовала в заплыве на 50 метров вольным стилем среди женщин на летних Олимпийских играх 2020 года в Токио, Япония. Она также была одним из двух знаменосцев Арубы на церемонии открытия.

## Достижения
Эллисон принадлежит национальный рекорд на дистанциях 50 и 100 метров вольным стилем и 50 метров на спине. В 2011 году она была названа спортсменкой года Арубы.

## Таблица выступлений
| Спортивные результаты                      | Спортивные результаты    | Спортивные результаты | Спортивные результаты              |
| Год                                        | Место                    | Медаль                | Состязание                         |
| ------------------------------------------ | ------------------------ | --------------------- | ---------------------------------- |
| Чемпионат мира по водным видам спорта 2019 | Кванджу Республика Корея | 38                    | Заплыв на 50 метров вольным стилем |
| Летние Олимпийские игры 2016               | Рио-де-Жанейро Бразилия  | 45                    | Заплыв на 50 метров вольным стилем |
| Летние Олимпийские игры 2020               | Токио Япония             | 39                    | Заплыв на 50 метров вольным стилем |